# La grande ruota (film 1926)
La grande ruota (Чёртово колесо, Čёrtovo koleso) è un film del 1926 diretto da Grigorij Michajlovič Kozincev e Leonid Zacharovič Trauberg.